# Bulbophyllum papuliferum
Bulbophyllum papuliferum är en orkidéart som beskrevs av Rudolf Schlechter. Bulbophyllum papuliferum ingår i släktet Bulbophyllum och familjen orkidéer.
Artens utbredningsområde är Sumatera. Inga underarter finns listade i Catalogue of Life.